# Huawei Honor 4C
Huawei Honor 4C (також відомий як Huawei G Play Mini) — смартфон компанії Huawei, позиціонувався як доступне рішення з високотехнологічним оснащенням. Модель функціональна, надійна, якісно зібрана і недорога. Під час перших продажів спостерігався ажіотаж у магазинах — телефони швидше продавалися, ніж підвозилися нові.

## Зовнішній вигляд
В першу чергу телефон, як і багато інших продуктів Huawei, представлений у типовому для даної компанії, але дещо не оригінальному дизайні. Дизайн дуже нагадує «noname-смартфони».
Передня панель повністю покрита склом: якщо вірити технічним характеристикам. На бічних гранях розташовані кнопка регулювання звуку, а також клавіша блокування екрана. Задня панель Huawei Honor 4C (Black-модифікації та інших колірних рішень) містить ледь помітний напис Honor і вічко камери зі спалахом, виділені спеціальної металевою пластиною. Динамік знаходиться в нижній частині панелі.

## Технічні характеристики

### Екран
5-дюймовий смартфон. Завдяки роздільній здатності в 1280 на 720 пікселів, телефон має хорошу щільність дисплея (294 точки на дюйм).
Екран має хороші кути огляду без значного зсуву кольорів навіть при великих кутах погляду від перпендикуляра до екрану і без інвертування (окрім найтемніших при відхиленні по одній діагоналі) відтінків.

### Програмне забезпечення
Як система в апараті використовується програмна платформа Google Android застарілої версії 4.4, вона є не дуже помітною, тому що поверх штатного інтерфейсу Google встановлена власна оболонка під назвою Emotion UI 3.0, через що це далеко не остання версія фірмового інтерфейсу, оскільки той же Huawei P8 Lite надходить у продаж, вже маючи на борту прошивку з версією EMUI 3.0.5, і відразу ж оновлюється «по повітрю» (ОТА) ще й до самої свіжої версії 3.1. У випадку з Honor 4C свіжих оновлень поки не надходило. І тим не менш фірмовий інтерфейс і за зовнішнім виглядом, і за більшістю можливостей не дуже далеко відійшов від новішої версії, яка в основному відрізняється лише підігнанністю під новітню Android 5.0, але і її тут теж немає. Окреме меню для встановлюваних додатків як і раніше відсутнє, всі іконки рівномірно розподіляються по робочих столах, підтримується створення папок, установка віджетів. У меню повідомлень введена тимчасова шкала, що показує час кожної події — відмітна риса фірмового меню Huawei EMUI.

### Камера
Huawei Honor 4C має 13-мегапіксельну камеру (як основну) і фронтальну на 5 Мп. Якість зйомки типовий для камери середньокласових пристроїв. Під час зйомки в автоматичному режимі налаштування смартфон погано витримує колірний баланс, не зовсім точно передає кольори у темному приміщенні. Тому камеру, яку встановили на смартфон Huawei Honor 4C (8 Гб), можна використовувати для періодичних знімків.
Основна камера має об'єктив f/2,0, використовується 13-мегапіксельний модуль з автофокусом (є можливість фокусування на рухомому об'єкті) і одинарним світлодіодним спалахом. Фірмове меню налаштувань камери, тут точно таке ж, як у попередніх моделях відповідного рівня — наприклад, Ascend G7. Більшість функцій меню зібрані в єдиний вертикальний сувій, а додаткові режими зйомки вибираються за викликом натисненням на кнопку в правому верхньому куті. Крім автоматичного режиму зйомки, передбачено кілька специфічних режимів, таких як Вдалечінь фото, Прикраса, Панорама, HDR та ін. З допомогою окремого режиму можна налаштувати фокус на різних зонах вже знятого знімка.

### Батарея
Смартфон Honor 4C має незнімну батарею із ємністю 2550 мА·год. У звичайному режимі експлуатації апарат впевнено проживає дві доби без підзарядки. В налаштуваннях фірмового енергозберігаючого режиму у смартфонів Huawei є три різних рівня, від звичайного до максимально економічного.

### Комунікації
Смартфон стандартно працює в сучасних мережах 2G GSM і 3G, але підтримки мереж LTE, на відміну від того ж Huawei P8 Lite, цей смартфон не має. Максимально можлива швидкість бездротової передачі даних на прийом тут обмежена рівнем до 21 Мбіт/с на прийом (HSPA+).
Інші мережеві можливості смартфона стандартні: є підтримка Bluetooth 4.0, підтримується лише один діапазон Wi-Fi (2,4 ГГц), Wi-Fi Direct, можна організувати бездротову точку доступу через канали Wi-Fi або Bluetooth. Технологія NFC не реалізована, але роз'єм Micro-USB 2.0 підтримує підключення зовнішніх пристроїв по OTG.
Навігаційний модуль працює з GPS/A-GPS і системою. Серед сенсорів смартфона реалізований датчик магнітного поля, на основі якого зазвичай функціонує електронний компас навігаційних картографічних програм.
Смартфон підтримує роботу із двома SIM-картами. Вся робота з ними в меню комфортно організована на одній сторінці, налаштування зручно об'єднані в групи, достатньо лише проставити кілька галочок. Можна кожну із SIM-карт призначити основною для організації голосових дзвінків, передачі даних і відправки SMS-повідомлень; при наборі номера можна вибрати бажану карту відповідними кнопками. З мережами 3G може працювати SIM-карта в будь-якому слоті, проте водночас у цьому режимі може функціонувати лише одна з карток. Для зміни призначень слотів картки міняти місцями не потрібно — це можна зробити прямо з меню телефону. Робота з двома SIM-картами організована за звичним стандартом Dual SIM Dual Standby, коли обидві карти можуть перебувати в активному режимі очікування, але одночасно працювати не можуть — радіомодуль тільки один.

### Звук
Honor 4C оснащено тільки одним викличним динаміком, звук він видає цілком чистий, яскравий, без помітних спотворень, максимальний рівень гучності цілком задовільний. Те ж саме і зі звуком у навушниках: звучання яскраве, приємне на слух, але низьких частот не в надлишку. У розмовному динаміку мова співрозмовника, тембр й інтонації залишаються впізнаваними. Для управління якістю звучання у фірмовому плеєрі ніяких ручних налаштувань немає, лише вмикається або вимикається комплексна система поліпшення звуку DTS.
У смартфоні є FM-радіо, яке працює тільки з підключеними навушниками. Телефонні розмови штатними засобами апарат за замовчуванням не записує.